# Rusia en los Juegos Paralímpicos de Pekín 2008
Rusia estuvo representada en los Juegos Paralímpicos de Pekín 2008 por un total de 145 deportistas, 99 hombres y 46 mujeres.

## Medallistas
El equipo paralímpico ruso obtuvo las siguientes medallas:
| Nombre | Deporte                   | Evento                        |
| --- | ------------------------- | ----------------------------- |
| Oro |                           |                               |
| Artem Arefyev | Atletismo                 | 800 m T36 masculino           |
| Alekséi Ashapatov | Atletismo                 | Disco F57/58 masculino        |
| Alekséi Ashapatov | Atletismo                 | Peso F57/58 masculino         |
| Oxana Savchenko | Natación                  | 50 m libre S12 femenino       |
| Oxana Savchenko | Natación                  | 100 m libre S12 femenino      |
| Oxana Savchenko | Natación                  | 200 m estilos SM12 femenino   |
| Olesya Vladykina | Natación                  | 100 m braza SB8 femenino      |
| Dmitri Kokarev | Natación                  | 50 m espalda S2 masculino     |
| Dmitri Kokarev | Natación                  | 100 m libre S2 masculino      |
| Dmitri Kokarev | Natación                  | 200 m libre S2 masculino      |
| Alekséi Fomenkov | Natación                  | 100 m braza SB6 masculino     |
| Igor Plotnikov | Natación                  | 100 m espalda S6 masculino    |
| Konstantin Lisenkov | Natación                  | 100 m espalda S8 masculino    |
| Aleksander Nevolin-Svetov | Natación                  | 100 m espalda S12 masculino   |
| Natalia Martyasheva | Tenis de mesa             | Individual 6-7 femenino       |
| Valeri Ponomarenko | Tiro                      | Pistola de aire SH1 masculino |
| Andréi Lebedinski | Tiro                      | Pistola deportiva SH1 mixto   |
| Oleg Crețul | Yudo                      | –90 kg masculino              |
| Plata |                           |                               |
| Yelena Chistilina | Atletismo                 | 100 m T46 femenino            |
| Alekséi Labzin | Atletismo                 | 100 m T13 masculino           |
| Alekséi Labzin | Atletismo                 | 200 m T13 masculino           |
| Artem Arefyev | Atletismo                 | 400 m T36 masculino           |
| Yevgueni Gudkov | Atletismo                 | Jabalina F42/44 masculino     |
| Vladímir Andryushchenko | Atletismo                 | Peso F11/12 masculino         |
| Maxim Narozhnyy | Atletismo                 | Peso F42 masculino            |
| Pavel Borisov Alekséi Chesmin Mamuka Dzimistarishvili Stanislav Kolyjalov Andréi Kuvaev Aleksander Lekov Andréi Lozhechnikov Lasha Murvanidze Gueorgui Nadzharyan Ivan Potejin Oleg Smirnov Alekséi Tumakov   | Fútbol 7                  | Torneo masculino              |
| Olesya Lafina | Levantamiento de potencia | –48 kg femenino               |
| Tamara Popdalnaya | Levantamiento de potencia | –52 kg femenino               |
| Tamara Podpalnaya | Levantamiento de potencia | –56 kg femenino               |
| Ayrat Zakiev | Levantamiento de potencia | –60 kg masculino              |
| Anna Yefimenko | Natación                  | 50 m libre S12 femenino       |
| Anna Yefimenko | Natación                  | 100 m libre S12 femenino      |
| Anna Yefimenko | Natación                  | 400 m libre S13 femenino      |
| Irina Grazhdanova | Natación                  | 50 m libre S9 femenino        |
| Anastasia Diodorova | Natación                  | 50 m mariposa S6 femenino     |
| Aleksander Nevolin-Svetov | Natación                  | 50 m libre S12 masculino      |
| Aleksander Nevolin-Svetov | Natación                  | 200 m estilos SM12 masculino  |
| Dmitri Kokarev | Natación                  | 50 m libre S2 masculino       |
| Konstantin Lisenkov | Natación                  | 100 m libre S8 masculino      |
| Yulia Ovsyannikova | Tenis de mesa             | Individual 6-7 femenino       |
| Serguéi Malyshev | Tiro                      | Pistola de aire SH1 masculino |
| Bronce |                           |                               |
| Margarita Koptilova | Atletismo                 | 100 m T38 femenino            |
| Margarita Koptilova | Atletismo                 | 200 m T38 femenino            |
| Yelena Pautova | Atletismo                 | 800 m T12/13 femenino         |
| Yelena Pautova | Atletismo                 | 1500 m T13 femenino           |
| Pavel Jaragezov | Atletismo                 | 800 m T36 masculino           |
| Ildar Pomykalov | Atletismo                 | Maratón T12 masculino         |
| Anna Yefimenko | Natación                  | 100 m espalda S13 femenino    |
| Konstantin Lisenkov | Natación                  | 50 m libre S8 masculino       |
| Aleksander Chekurov | Natación                  | 50 m libre S11 masculino      |
| Andréi Strokin | Natación                  | 50 m libre S13 masculino      |
| Andréi Strokin | Natación                  | 100 m mariposa S13 masculino  |
| Denis Dorogaev | Natación                  | 100 m braza SB9 masculino     |
| Aleksander Nevolin-Svetov | Natación                  | 100 m libre S12 masculino     |
| Natalia Dalekova | Tiro                      | Pistola de aire SH1 femenino  |
| Valeri Ponomarenko | Tiro                      | Pistola deportiva SH1 mixto   |
| Valeri Ponomarenko | Tiro                      | Pistola libre SH1 mixto       |
| Aleksander Baychik Tanatkan Bukin Dimitri Gordiyenko Yevgueni Kuzovnikov Andréi Lavrinovich Viktor Milenin Serguéi Pozdeev Aleksander Savichev Maksim Timchenko Serguéi Uporov Alekséi Volkov Serguéi Yakunin | Voleibol                  | Torneo masculino              |
| Victoria Potapova | Yudo                      | –48 kg femenino               |
| Alesia Stepaniuk | Yudo                      | –52 kg femenino               |
| Madina Kazakova | Yudo                      | –63 kg femenino               |
| Tatiana Savostyanova | Yudo                      | –70 kg femenino               |
| Irina Kalyanova | Yudo                      | +70 kg femenino               |